# Авдоніна-Шпергль Галина Федорівна
Гали́на Фе́дорівна Авдоніна, у шлюбі Авдо́ніна-Шпергль (нар. 4 вересня 1950 року, місто Станіслав, нині Івано-Франківськ) — українська художниця декоративно-ужиткового мистецтва. Член Національної спілки художників України (від 1986 року).

## Біографічні відомості
1973 року закінчила Львівський державний інститут прикладного та декоративного мистецтва. Педагоги з фаху — Зіновій Флінта, Андрій Бокотей, Любомир Медвідь.
У 1973–1977 роках працювала головною художницею заводу «Керамік» у Києві, у 1977–1988 роках — художницею Київського комбінату монументально-декоративного мистецтва. Від 1988 року перебуває на творчій праці.
Бере участь в українських і зарубіжних творчих виставках.
Чоловік — художник декоративно-прикладного мистецтва Анатолій Шпергль.

## Творчість
Працює в галузі декоративно-прикладного мистецтва (порцеляна, кераміка, розпис). У творах декоративного живопису переважають сюжети з українського побуту, квіткове розмаїття. У творах ювелірного мистецтва використовує різноманітні матеріали, застосовує різну техніку.
Основні твори: ваза «Червона рута» (1973), декоративні вази «Древній Львів» (1973), тарілка «Пташка» (1973), брошки «Ранок», «Полудень», «Вечір» (усі — 1985), гарнітури «Вечір» (1989), «Весна» (1990), декоративний розпис «Полудень» (1998).